# Мујичић
- Братство Мујичић је по предању поријеклом из Катунске Нахије (Чево). Поуздано се не зна од којег су братства. Прво настањење им је било у Голији. Због сјече турских харачлија пребјегли су у Горње Црквице-Опутна Рудина. Старјешина им је био Мујица, па су се по њему и прозвали Мујичићи. Ово су урадили да би Турцима заварали траг.
- Мујичића има још у Врбасу (Бачка), Београду, Никшићу, Подгорици, Бару, Херцег Новом, Требињу и Броду. Сви су у крвном сродству и посјећују се.
- Крсна слава им је Аранђелов и Илин дан.
- Познати члан братства био је сердар Тодор Мујичић.